# نیکلای چرنیشفسکی
نیکلای گاوریلوویچ چرنیشفسکی (۱۸۲۸ –۱۸۸۹) اقتصاددان، تاریخدان، فیلسوف، منتقد ادبی، نویسنده، منتقد هنری، سوسیالیست و از متفکران پیشرو و انقلابی سده ۱۹ میلادی در روسیه بود.
چرنیشفسکی به خاطر عقاید انقلابی و ضدتزاری، ۲۱ سال در زندان بود. رمان فلسفی چه باید کرد؟ از آثار اوست. افرادی همچون ولادیمیر لنین و اما گلدمن متأثر از او بودند. کارل مارکس که متأثر از اندیشهٔ وی بود، دربارهٔ چرنیشفسکی با طعن می‌گفت «چرنیشفسکی را به «پاداش» آثار علمی گرانبها و ارجمندش زندانی و تبعید کرده‌اند!»
چرنیشفسکی در پهنهٔ زندگی ادبی‌اش، همواره در پی همنوا کردن ادبیات روسی با ادبیات خاوری (:شرقی) بوده و از آن میان، شاهنامهٔ فردوسی در شکل بخشیدن به اندیشه‌های فلسفی، تاریخی و انقلابی او، جایگاهی بسزا داشت. این رویکرد نوین در چشم بلندپایگان روسیهٔ تزاری ناخوشایند آمد و از وجودش و گفتارش بیمناک شدند و بدین‌گونه او از آموزش بازماند. به‌دنبال برکنار شدن، وی از نوشتن دست برنداشت و در نوشته‌هایش بر نمایان کردن ارزش‌های برتر سروده‌های خاوری به‌ویژه شاهنامه پای می‌فشرد و الگوهای انقلابی خود را از میان پهلوانان اسطوره‌ای ایران برمی‌گزیند. دادگران دولتی، در پی این زیاده‌روی‌ها او را به سیبری فرستادند.
چرنیشفسکی از خردسالی به آموختن زبان فارسی و شاهنامه پای فشرده و تنها الکساندر گریبایدوف در فراگیری زبان فارسی هم‌پایهٔ او بوده‌است. چرنیشفسکی هنگام ورود به دانشگاه پترزبورگ ۴ زبان بنیادی خاوری فارسی، عربی، ترکی و یهودی باستان را نیک آموخت و البته ساراتوف (زادگاه وی) و گسترهٔ فرهنگی و خانوادگی وی در این فراگیری کارگر بود. در کنار آموزش زبان فارسی، نخستین‌بار یک بازرگان پرتقال‌فروش ایرانی، او را با شاهنامه آشنا کرد. او برای هر واژهٔ فارسی یک سروده از شاهنامه را هم می‌آموخت. چرنیشفسکی هنگام آموزش در دانشسرای ساراتوف، کتاب منتخب فارسی بالدیروف را که در آن بخش‌هایی از گلستان، چند غزل حافظ و نیز بخشی از منظومهٔ یوسف و زلیخای جامی، نکوهش‌نامه (:هجونامه) محمود به فردوسی، پندنامهٔ عطار و پندنامهٔ سهیلی چاپ شده بود را خواند. مادرش همواره آرزو داشت که پسرش در دنیای ادب فارسی به شکوفایی برسد و به همسرش یادآور می‌شد: «نیکلای نباید زبان ترکی - تاتاری بیاموزد؛ زیرا در این زبان دانشی پیدا نیست.»
بازرگانان ایرانی در ساراتوف، رفت‌وآمد بسیار داشتند و بر همین پایه بود که مادر نیکلای -گالوبیوا- در سال ۱۸۳۵ میلادی برای پسر هشت ساله‌اش، استاد زبان فارسی می‌جوید. چرنیشفسکی در دانشسرای ساراتوف، دانش فراتری آموخت. وی با خاورشناس گاردیه سابلوکوف، دوست پدرش برخورد کرد و از او پایه‌های دانش زبان فارسی را آموخت و نیز آموزش زبان عربی را نیز از سابلوکوف آغاز کرد. در این میان چنان‌که خود یادآور شده‌است: زبان فارسی برای وی کشش بیشتری داشت. ادب‌شناس روس پ. بالتین با درد و اندوه چنین نوشته: دریغا که دستنویس‌های فارسی چرنیشفسکی هنوز بررسی شایسته‌ای نشده‌است. چرنیشفسکی پس از پایان دانشسرا، به دانشگاه پترزبورگ رفت. او نخست به بخش سخن‌شناسی رشتهٔ فلسفه رفت که بخش خاورشناسی نیز، پیوند با همین رشته بود. چرنیشفسکی در سال ۱۸۵۱ میلادی در جایگاه استاد دبیرستان ساراتوف، برگزیده شد.
او در نخستین آموزه‌های خویش، دست به نوپردازی می‌زند و با خرمن دانش و شیوه‌های آموزش تازه، شاگردان را دلبستهٔ خود می‌کند. م. وارانوف از شاگردان او در این‌باره می‌نویسد: «او شنوندگان خردسال خود را به شور می‌آورد و انگیزهٔ سرودن را در آن‌ها بیدار می‌کرد. یادمان است که چون او داستان رستم و سهراب را با هنری شکوهمند می‌خواند، همه اشک از دیده می‌ریختیم.» شاگرد دیگر او ی. والیسکی، می‌نویسد: «چرنیشفسکی هم‌زمان با سرایش شاهنامه، گویی به کالبد پهلوانان فردوسی درمی‌آمد و در پیوند با هریک از این چهره‌های ماندگار، نوا و آهنگ سرودن، دگرگونی درونی و نیز شگرد گام برداشتنش هماهنگ بود…» شوربختانه دیری نپایید که پیغام‌بران بومی به پایگاه‌های بالا گزارش‌هایی بیمناک رساندند؛ با این گفتار که او در دبیرستان با باورهای آسیب‌رسان، بنیاد آموزش را بر باد می‌دهد. سرانجام سرپرست دبیرستان به او چنین گوشزد می‌کند: «دبیرستان را ترک کنید!»
چرنیشفسکی در ماه مه ۱۸۵۳ میلادی رهسپار پترزبورگ شد! نخستین کار وی در آن‌جا نوشتن سنجشی بر کتاب برگردان‌های ن. بیرگ بود که سال ۱۸۵۴ میلادی در مسکو با نام سروده‌های تیره‌های گوناگون چاپ شده بود. او چنین نوشت: «... داستان‌های هومر و همهٔ ترانه‌های یونانی‌اش در برابر سرودهٔ ورجاوند فردوسی، چندان پرنمود نیست. در شاهنامه، درونمایه‌های فراوانی هست که مانندشان را حتی در ایلیاد و ادیسه هم نمی‌توان یافت. برای روشنگری مردم روس، تنها داستان رستم و سهراب را نمونه آوردن بسنده است. انسان راستگو داوری خواهد کرد که این داستان شگفت برای اروپای امروز، از داستان‌های یونانی بهتر و گویاتر است. به دل ما نزدیک‌تر، با روان ما سازگارتر و مردم دوستانه‌تر است… سهراب از اخیلوس گیراتر و دوست‌داشتنی‌تر می‌نماید. تنها در یک‌جا و در یک پهنه هکتور اندکی مانند سهراب و اندکی نزدیک به او نمایان شده‌است. گردآفرید از نوزیک زیباتر و شاداب‌تر است.»
شگفت‌آورتر این‌که چرنیشفسکی آن‌گاه که درگیر اندیشه‌های انقلابی شد و دربارهٔ برابری، دادخواهی، خوشبختی و آرمان‌های انسانی، می‌اندیشید، الگوهایش را از شاهنامهٔ فردوسی می‌گرفت. نوشته‌هایش در ماهنامهٔ هم‌عصر، پایه‌های حکومت تزاری را به لرزه انداخت و سرانجام دولت، در بامداد ۷ ژوئیه ۱۸۶۲ میلادی او را در ۳۴ سالگی به کنج تاریک زندان انداخت. او ۲ سال در پترزبورگ زندانی شد و بزرگ‌ترین نوشته‌اش چه باید کرد و داستان الفیریُف و چند داستان و دانشنامه را در زندان نوشت. اِما گُلدمن از زنان انقلابی و پُرکار روسی، از نوشتار چه باید کرد او نکته‌های بسیاری آموخت. چرنیشفسکی از ۱۷ سپتامبر تا ۳۰ دسامبر ۱۸۶۳ میلادی در همین گوشهٔ تیره، نوشتاری با نام قصه اندر قصه را به یاری داستان‌های ادب پارسی نوشت و در پیش‌گفتار آن، یادآور شد که: قصه اندر قصه از مهر بی‌اندازهٔ من به افسانه‌های دلربای هزار و یک شب سرچشمه گرفته‌است. او برای خوانندهٔ روس، یک دستور راهنما فراهم می‌کند تا همگان از برگ‌های درخشان و سرورانگیز ادب و اسطوره‌های ایرانی بهره‌برداری نمایند. پهلوانان فردوسی، همه برای چرنیشفسکی الگوهای راستین (ریالیستی) و هم‌زمان، شورمند (رمانتیک) و خیال‌برانگیز بودند. آرمان‌ها و رویدادهای زمان بیداری و انقلابی مردمان روس به چنین چهره‌های تاریخی نیاز داشت. برپایهٔ گفته‌های چرنیشفسکی، گردآفرید بسیار نیرومند، تندرست و بی‌آلایش بود و از میان لشکر تورانی، تنها سهراب می‌توانست با او نبرد کند… وی نخستین پشتیبان بی‌همتای ایران است. حتی شکسپیر نیز چنین گزینه‌های دلربایی را ندارد. دزدمونا و همچنین خود ژولیت با وجود دلربایی شگفت‌انگیزشان، به گَردِ پای گردآفرید هم نمی‌رسند.
چرنیشفسکی پس از دو سال زندان به خواست انجمن تزاری در فوریه ۱۸۶۴ میلادی به وحشتکدهٔ ویلیوسک سیبری روسیه فرستاده شد: «به شوند اندیشه‌های پنهان برای دگرگونی سامانهٔ کشور، برهم زدن آرامش همگانی، پدیدآوردن تنش با فراخوان‌های آشوبگرانه از دهگانان، اشراف‌زادگان روس و چاپ نوشته‌هایی در این‌باره، از همهٔ داده‌های شهروندی، بی‌بهره و به کار در معدن برای ۱۴ سال و پس از آن برای همیشه و زیر نگاه دولت، به سیبری فرستاده می‌شود.»
چرنیشفسکی در سوم مه ۱۸۷۵ میلادی به پسرخاله‌اش فرهنگسالار روس ا. پیپین نوشته‌است که: در دل و یادش انگیزهٔ آفرینش یک مثنوی بلند با درون‌مایهٔ ایران باستان را دارد. در ۴ سپتامبر ۱۸۸۱ میلادی به پسرانش ساشا و میشا می‌نویسد: «در دل و اندیشه‌ام، نوشتن یک مثنوی از افسانه‌های کهن و تاریخی فارسی پیدا شده که مرا آرام نمی‌گذارد.» پس از چندی، چهارچوب آغازین داستان را می‌فرستد و از پسرانش درخواست می‌کند که آن را به سامان برسانند. پس از ۱۷ ماه، وی نگارش نخستین داستان و سروده نخست را برای همسرش می‌فرستد. پس از چندی بخش آماده شدهٔ داستان را به چاپگر و سردبیر ماهنامهٔ اندیشهٔ روسی ولادیمرلاروف نیز می‌فرستد به امید آن‌که در ماهنامه به چاپ برسد. این پارهٔ داستان به گزینش چرنیشفسکی در چهارم مارس ۱۸۸۳ میلادی در دفتر یادداشت‌هایش می‌نویسد: در نخستین گاهی که بیابم، به آموختن دبیرهٔ (خط) میخی می‌پردازم. به گفتهٔ او در روزگار ساسانیان، همهٔ نمودهای هنر زیبا، از سازه‌های تاریخی تا خنیاگری، به بلندای شکوه خود رسیده بود.
در نیمهٔ دوم روز ۲۴ اوت ۱۸۸۳ (پس از ۲۲ سال) چزنیشفسکی را آزاد و در زیر نگاه خشن پلیس، از ویلیوسک (سردترین جای روسیه) به اشترخان (گرم‌ترین جای روسیه) روانه کردند؛ با این گمان که این مرد بسیار زود فرتوت و پژمرده شود و از دگرگونی ناگهانی آب و هوا بمیرد. چرنیشفسکی پس از ۲ ماه رنج، بسیار تندست به اشترخان رسید.
همسرش آلگاساکراتونا و پسرانش ساشا و میشا پس از ۲۲ سال رنج و اندوه پیش او آمدند. انگلس درین باره می‌نویسد: مرگ خرده خردهٔ نیکولا گوریلوویچ چرنیشفسکی سالیانی دراز در میان مردم بی نوا، چون لکهٔ ننگی بر دامن شاه الکساندر دوم نامور به آزادی‌بخش خواهد ماند. چرنیشفسکی در ۱۷ اکتبر ۱۸۸۹ در ساراتوف بدرود زندگی گفت.